# The Real One
The Real One è l'ottavo e ultimo album in studio del gruppo Southern rap 2 Live Crew. L'album debuttò alla posizione numero 59 della
Top R&B/Hip-Hop Albums e non ebbe molto successo.

## Tracce
1. "Intro" – 1:57
2. "2 Live is Here" – 3:39
3. "2 Live Party" – 3:06 -feat. KC dei KC & the Sunshine Band & Freak Nasty
4. "Freaks Inherit the Earth" – :31
5. "Freak Ho" – 4:02
6. "Take It Off" – 3:30
7. "Don't Get Busted by a Texas Ranger" – :48
8. "Bottle and a Blunt" – 4:28 – feat. Luniz
9. "The Real One" – 4:18 – feat. Ice-T
10. "Come on, Get Up And" – 4:19
11. "Shake Your Pants" – 3:52
12. "Playa Hatas" – 3:46
13. "Bring That Money to Me" – 3:58
14. "Raise the Roof" – 3:20 – feat. Verb
15. "It's Time" – 3:15
16. "World Famous" – 3:51
17. "Show You a Shot" – 3:40
18. "On Top of Ol' Rachelle" – :40
19. "Call Me" – 3:34
20. "Ay Papi" – 2:55
21. "Ride With Me" (Bottom Style) – 6:31 – feat. Rufftown Mob